# Мурована (Берестовицький район)
Мурована (біл. Муравана) — село в складі Берестовицького району Гродненської області, Білорусь. Село підпорядковане Олекшицькій сільській раді, розташоване у західній частині області.